# Aldemo Serafim Garcia Júnior

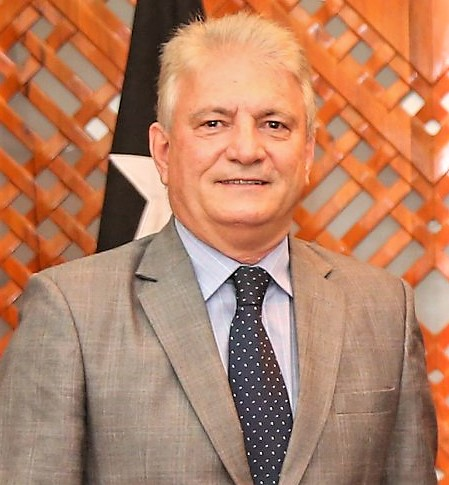
Aldemo Serafim Garcia Júnior (2019)

Aldemo Serafim Garcia Júnior (* 24. April 1959 in Natal, Rio Grande do Norte Brasilien) ist ein brasilianischer Diplomat. Er hat den Rang eines Ministro de Segunda Classe da Carreira de Diplomata do Ministério das Relações Exteriores.

## Werdegang
Garcia Júnior ist der Sohn von Aldemo Serafim Garcia und Joana D’Arc de Andrade Garcia.
1983 trat Garcia Júnior als Sekretär dritten Grades dem Auswärtigen Dienst Brasiliens bei. Zwischen 1984 und 1986 arbeitete er in der Abteilung für Asien und Ozeanien I als Berater, von 1986 bis 1988 als Berater in der Messe- und Tourismusabteilung und 1986 bei der Brasilianischen Industrieausstellung in Kap Verde als Leiter des Pavillons. Im selben Jahr hatte er dasselbe Amt bei der Internationalen Lebensmittelmesse in Hongkong und 1987 als Direktor des Pavillons bei der Welttelekommunikationsausstellung in Genf.

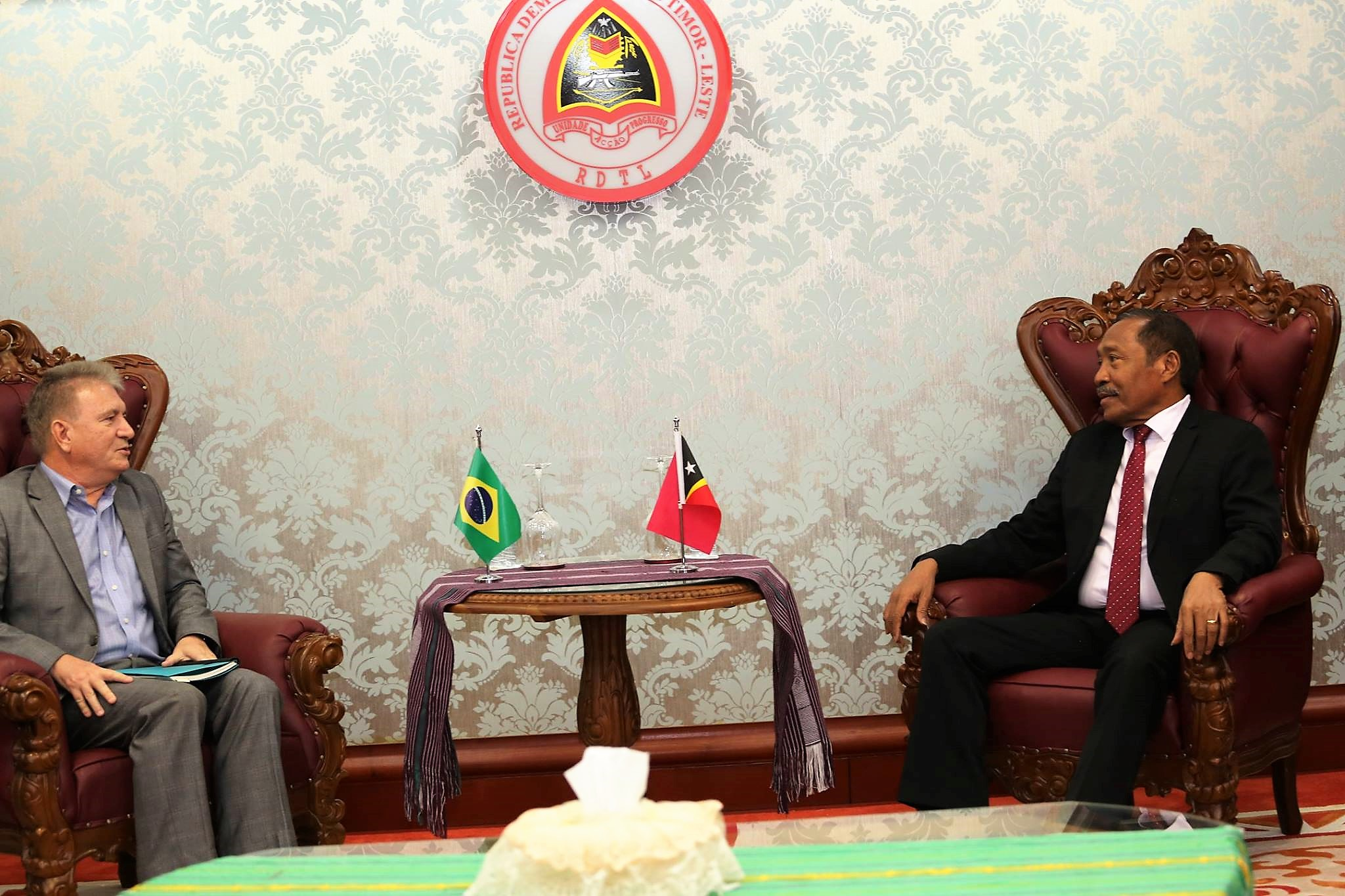
Aldemo Serafim Garcia Junior trifft Osttimors Verteidigungsminister Filomeno Paixão (2019)

Als zweiter Sekretär diente Garcia Júnior von 1988 bis 1991 an der Botschaft in Paris, 1990 als Geschäftsträger in Vertretung an der Botschaft in Yaoundé (Kamerun) und von 1992 bis 1994 an der Botschaft in Algier als zweiter Sekretär und Geschäftsträger. Dem folgte von 1994 bis 1997 im Sekretariat für Beziehungen beim Nationalkongress eine Beraterstelle, 1996 der Posten des Geschäftsträgers in Vertretung an der Botschaft in Lomé (Togo) und von 1997 bis 2001 das Amt des ersten Sekretärs der Delegation bei der Organisation Amerikanischer Staaten (OAS) in Washington, D.C. 1998 leitete Garcia Júnior die brasilianische Delegation bei der XXIII. Ordentlichen Tagung der Interamerikanischen Kommission für Drogenmissbrauchskontrolle in Tegucigalpa. Von 2001 bis 2003 war er Exekutivsekretär im Organisationskomitee des Kulturministeriums, für den hundertjährigen Geburtstag von Präsident Juscelino Kubitschek, von 2003 bis 2005 Berater für internationale Beziehungen des Präsidenten der Abgeordnetenkammer und von 2005 bis 2006 Sonderberater für das MRE und parlamentarische Angelegenheiten.
2006 wurde Garcia Júnior stellvertretender Generalkonsul in Toronto. Das Amt hatte er bis 2011 inne, war aber parallel dazu 2008 kommissarischer Geschäftsträger der Botschaft in San Salvador, 2009 der Botschaft in Kuwait und im selben Jahr des Generalkonsulats in Nagoya (Japan). Von 2011 bis 2013 leitete Garcia Júnior das Internationale Beratungsbüro des Kabinetts des Kommunikationsministers. Danach folgte der Posten eines diplomatischen Beraters im Ausschuss für auswärtige Beziehungen und Landesverteidigung des Bundessenats und eines Sonderberater des Ministers im institutionellen Sicherheitsbüro des Präsidenten der Republik.
Am 29. Januar 2016 wurde Garcia Júnior von Präsidentin Dilma Rousseff zum neuen brasilianischen Botschafter in Osttimor ernannt. Die Bestätigung vom Bundessenat erfolgte am 23. Februar 2016. Am 17. November 2020 erfolgte die offizielle Verabschiedung aus seiner Amtszeit als Botschafter in Osttimor.

## Auszeichnungen
- 2002: Medalha Comemorativa do Centenário do Presidente Juscelino Kubitschek in Silber, Kultusministerium[1]
- 2004: Ordem de Rio Branco, Comendador[1]
- 2011: Medalha Presidente Juscelino Kubitschek do Governo de Minas Gerais[1]